# Paul Greengrass
Paul Greengrass (Cheam, Anglaterra, 13 d'agost de 1955) és un periodista, director, guionista i productor britànic.
És conegut per haver dirigida The Bourne Supremacy i L'ultimàtum de Bourne, respectivament segon i tercer capítol de la franquícia Jason Bourne iniciada per Doug Liman.
El 2007 va cofundar Directors UK, una organització professional de cineastes britànics, i en va ser el primer president fins al 2014. El 2008 The Telegraph el va definir com la persona més influent en la cultura del Regne Unit. El 2017, va ser guardonat amb el British Film Institute Fellowship.

## Biografia
Aquests blockbusters li permeten accedir a un reconeixement de la critica i comercial internacional. Paral·lelament, inverteix en projectes polítics i compromesos, com el drama Bloody Sunday que el va donar a conèixer l'any 2002, i que relatava els esdeveniments tràgics de 1972 que van tenir lloc a Derry el diumenge 30 de gener de 1972. Sobre aquest film - el seu quart com a director - que posa les bases del seu estil cinematogràfic, inspirat en documentals dramàtics minuciosament teixits pel « efecte realitat » sentit per l'espectador en el la projecció.
L'any 2006, signa així United 93 que conta els esdeveniments que van tenir lloc en el Vol 93 d'United Airlines, en els atemptats de l'11 de setembre de 2001, després retroba l'any 2010 Matt Damon al thriller geopolític d'acció Green Zone. Aquesta coproducció internacional està basada en el relat del periodista Rajiv Chandrasekaran, titulat Life in the Emerald City, i conta la seva experiència l'any 2003, a la zona verda de Bagdad, a l'Iraq. Però el film divideix la crítica, i decep comercialment.
L'any 2012, posa en escena Tom Hanks al drama Capità Phillips, també basat en fets reals: la presa d'hostatges del Maersk Alabama. El film és un enorme èxit crític i comercial, i rep sis nominacions a l'Oscar l'any 2013.
L'any 2016, torna al cap de la saga que l'ha fet famós per a un cinquè capítol (després d'un film derivat escrit i dirigit pel guionista dels primers lliuraments, Tony Gilroy, i centrat sobre un nou personatge interpretat per Jeremy Renner). Per a aquesta nova aventura, Matt Damon hi torna amb el seu paper, i participa en l'escriptura i a la producció al costat del cineasta.

## Filmografia

### Director

#### Cinema
- 1989: Resurrected
- 1998: The Theory of Flight
- 2002: Bloody Sunday
- 2004: The Bourne Supremacy)
- 2006: United 93
- 2007: L'ultimàtum de Bourne (The Bourne Ultimatum)
- 2009: Green Zone
- 2013: Capità Phillips (Captain Phillips)
- 2016: Jason Bourne

#### Televisió
- 1993: When the Lies Run Out
- 1994: Open Fire
- 1995: Kavanagh Q.C. (sèrie televisió) - temporada 1, episodi 4
- 1996: The One That Got Away
- 1997: The Fix
- 1999: The Murder of Stephen Lawrence inspirat en un fet real

### Guionista
- 1994: Open Fire (TV)
- 1996: The One That Got Away (TV)
- 1997: The Fix (TV)
- 1999: The Murder of Stephen Lawrence (TV)
- 2002: Bloody Sunday
- 2004: Omagh (TV)
- 2006: United 93
- 2016: Jason Bourne

### Productor
- 2004: Omagh (TV)
- 2006: United 93

## Premis i nominacions
- 1989: Festival Internacional de Cinema de Berlín - premi de Otto Dibelius Film i OCIC per a Resurrected
- 1999: Festival internacional de cinema de Brussel·les - Millor film europeu per a The Theory of Flight
- 2000: British Academy of Film and Television Arts - Millor episodi dramàtic per a The Murder of Stephen Lawrence
- 2002: Festival de Cinema de Sundance - Premi del públic per a Bloody Sunday
- 2002: Motovun Film Festival - Elice de Motovun per a Bloody Sunday
- 2002: Jerusalem Film Festival - Millor llarg métrage per a Bloody Sunday
- 2002: Fantasporto - premi del jurat del públic i premi de la setmana dels directors per a Bloody Sunday
- 2002: Festival del film britànic de Dinard - Hitchcock d'Or per a Bloody Sunday
- 2002: Premis British Independent Film - millor director per a Bloody Sunday
- 2002: Festival Internacional de Cinema de Berlín - os d'oré i premi del jurat ecumènic per a Bloody Sunday
- 2003: IFTA Awards - Millor guió i film per a Bloody Sunday
- 2004: Festival Internacional de Cinema de Sant Sebastià - Millor guió i Millor film europeu per a Omagh
- 2005: British Academy of Film and Television Arts - Millor episodi dramàtic per a Omagh
- 2006: San Francisco Film Critics Circle - Millor director per a United 93
- 2006: Kansas City Film Critics Circle Awards - Millor director per a United 93
- 2006: Los Angeles Film Critics Associació Awards - Millor director per a United 93
- 2007: Nacional Society of Film Critics Awards, Estats Units - Millor director per a United 93
- 2007: London Critics Circle Film Awards - Producció Anglesa de l'any i Director de l'any per a United 93
- 2007: Kansas City Film Critics Circle Awards - Millor director per a United 93
- 2007: Evening Estàndard British Film Awards - Millor film per a United 93
- 2007: British Academy of Film and Television Arts - premi David Lean per a la realització per a United 93